# لاگونا د دوئرو
لاگونا د دوئرو (به اسپانیایی: Laguna de Duero) یک شهرستان در اسپانیا است که در استان وایادولید واقع شده‌است.